# Francisco Pulgar
Juan Francisco Pulgar Castillo (Talca, 27 de mayo de 1971) es un criminalista y político chileno. Desde marzo de 2022 ejerce como diputado de la República en representación del distrito n°17  de la Región del Maule, por el período legislativo 2022-2026, electo como independiente en cupo del partido Centro Unido.
Durante el año 2021 fue denunciado por violación y abuso sexual reiterado en contra de una menor de edad, ejerciendo con total indemnidad como Diputado con una querella por violación a menor de edad en trámite hasta el día 9 de noviembre de 2024, fecha en la cual la Corte Suprema confirmó la resolución de la Corte de Apelaciones de Talca que determinó el desafuero del diputado, en virtud de la cual se habilita a la Fiscalía para abrir una investigación por los delitos mencionados
Tras la apertura de la investigación, la audiencia de formalización ante el Juzgado de Garantía de Talca tuvo lugar el día 19 de febrero de 2025, en la cual se dictó la medida cautelar de prisión preventiva, estableciendo un plazo de 2 meses para la investigación.

## Biografía
Entre 1990 y 1992, ingresó a la Escuela de Suboficiales del Ejército de Chile, estudiando para ser enfermero militar. Realizó su práctica profesional en la Posta Central y en el Hospital Militar de Santiago. Al poco tiempo, renunció a seguir con su carrera como enfermero militar y realizó la postulación a la Escuela de Investigaciones Policiales de Chile, pero no fue aceptado. Posteriormente, ingresó a estudiar Derecho en la Universidad Bernardo O´Higgins, carrera que tuvo que abandonar por temas económicos. Luego, realizó un curso de administración de edificios y condominios; para más adelante, entrar a trabajar como asesor de seguridad en un complejo empresarial.
Entre 2003 y 2008, ingresó a estudiar Licenciatura en Ciencias Criminalísticas en la Universidad Tecnológica Metropolitana (UTEM). En 2008 estudió un diplomado en Seguridad Integral de Empresas en la Universidad Bernardo O´Higgins y en 2009, un diplomado en Seguridad Ciudadana en la Universidad Alberto Hurtado. Desde el 2009 se desempeñó como perito forense privado, participando como analista y comentarista en diversos medios de comunicación, como el matinal Mañaneros y en Hora 20, ambos en La Red y en Bienvenidos, de Canal 13.
Desde el 2013 es integrante de la Agrupación Defensores del Maule, la que tiene como objetivo defender el medio ambiente y proteger el agua de la cuenca del río Maule de los intereses de las empresas hidroeléctricas de la zona.

## Controversias
En 2020, durante el caso del homicidio de la menor Ámbar Cornejo, Pulgar se vio enfrentando en una polémica con la fiscal del caso, María José Bowen, quien lo acusó de interferir en la investigación, ingresando al domicilio donde ocurrió el delito, haciendo diligencias sin autorización alguna y luego dando declaraciones para el programa de televisión Bienvenidos de Canal 13. Pulgar indició que sólo fue a conversar con la familia, indicando que iniciará acciones legales contra Bowen. Pulgar se querelló en contra de Bowen y de Héctor Espinosa, entonces director de la Policía de Investigaciones, por injurias. Sin embargo, la querella fue rechazada y Pulgar fue condenado al pago de las costas de la causa, que ascienden a 3 millones de pesos.
El 19 de mayo de 2021, se recibió una denuncia en la Policía de Investigaciones por un delito de violación en contra de una menor de edad, en contra de Pulgar. Dicho delito se habría llevado a cabo entre el año 2014. Pulgar indicó que esto se trataba de una operación política de sus contendores. Esta causa en su contra, junto al tener relaciones de parentesco con miembros de la Policía de Investigaciones de Chile (PDI), lo llevaron a renunciar como en julio de 2022 a la presidencia de la comisión especial investigadora sobre irregularidades en la PDI.El 23 de octubre de 2024 el Pleno de la Corte de Apelaciones de Talca acogió el desafuero solicitado por el Ministerio Público, luego de que el tribunal de alzada estableciese la existencia de antecedentes suficientes para hacer lugar a la formación de causa en contra del diputado.En el marco de la  investigación en su contra, el día 19 de febrero de 2025 se dictó la medida cautelar de prisión preventiva en su contra ante la petición de esta por parte del Ministerio Público al Juzgado de Garantía de Talca, el cual accedió por considerar a Pulgar un peligro para la seguridad de la sociedad y la víctima.
En febrero de 2023, durante los Incendios forestales en Chile, fue denunciado por la CONAF de transgredir la norma que regula el uso de drones durante el combate de incendios, al utilizar el 13 de febrero un dron en la comuna de Teno, lo cual es calificado como un hecho potencialmente grave que arriesga la operación aérea que combate los incendios. Pulgar indicó que comenzó a transmitir en vivo a través de su dispositivo móvil, indicándole a los bomberos que tenía un dron que podían usar para orientarse en el combate a las llamas, no utilizándolo en el incendio, sino que luego de terminado este para capturar imágenes que luego compartiría a bomberos.

## Historial electoral

### Elecciones parlamentarias de 2017
- Elecciones parlamentarias de 2017, a Diputado por el distrito 17 (Constitución, Curepto, Curicó, Empedrado, Hualañé, Licantén, Maule, Molina, Pelarco, Pencahue, Rauco, Río Claro, Romeral, Sagrada Familia, San Clemente, San Rafael, Talca, Teno y Vichuquén)[19]

### Elección de gobernador regional de 2021
- Elección de gobernador regional de 2021 para la gobernación de la Región del Maule, Primera vuelta.

- Elección de gobernador regional de 2021 para la gobernación de la Región del Maule, Segunda vuelta.

### Elecciones parlamentarias de 2021
- Elecciones parlamentarias de 2021, a Diputado por el distrito 17 (Constitución, Curepto, Curicó, Empedrado, Hualañé, Licantén, Maule, Molina, Pelarco, Pencahue, Rauco, Río Claro, Romeral, Sagrada Familia, San Clemente, San Rafael, Talca, Teno y Vichuquén)[20]